# Лицарі Святого Івана Божого
Орден лицарів Святого Івана Божого — чернечий орден, створений для зберігання і захисту святого гробу і святих мощей Івана Божого, засновника боніфратрів. Ці реліквії шануються в церкві святого Івана Божого в Гранаді (Іспанія), побудованій в 1757 році. Вони двічі ховалися у підпілля: перший раз в 1808 році, побоюючись профанації наполеонівської армії, і другий раз через переслідування католиків Соціалістичною партією під час громадянської війни в Іспанії, який привела до спалення великої кількості церков в Гранаді і всій Іспанії. 
Цілі Ордену — заохочувати, пропагувати та поширювати будь-який вид діяльності (художньої, економічної, культурної або архітектурної ), які можуть сприяти збереженню та поліпшенню Святої Могили святого Івана Божого, яку лицарі поклялися обороняти. 
Поточний Великий Магістр Ордену є Дон Фрай Хуан Хосе Ернандес Торрес (OH). 
Усередині храму лицарі носять білий плащ з червоним каптуром на темно-синьому жакеті з золотими ґудзиками, де вигравірувані емблеми ордену. Лицарі мають право після підпису ставити абревіатуру YFO.